# Hannie Lips

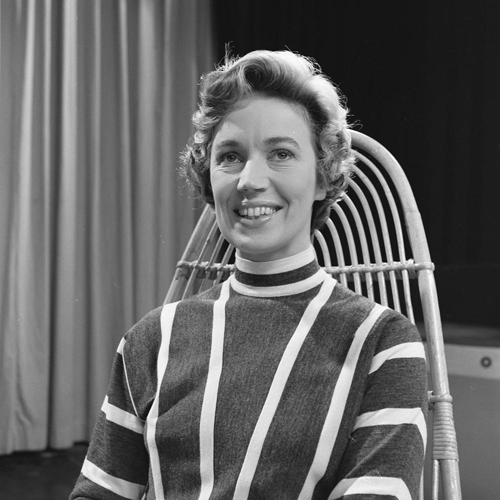
Hannie Lips, 1960

Hannie Lips (* 16. Juli 1924 in Rotterdam; † 19. November 2012 in Laren) war eine niederländische Fernsehmoderatorin. 
In den 1950er Jahren war sie als Ansagerin Tante Hannie des niederländischen Kinderprogramms bekannt. Sie moderierte den Grand Prix Eurovision de la Chanson 1958, der zum ersten Mal in den Niederlanden stattfand. 1960 und 1962 moderierte sie die nationalen Vorentscheide des Wettbewerbs.